# ピナコテーク・デア・モデルネ
ピナコテーク・デア・モデルネ (Pinakothek der Moderne) は、ドイツのミュンヘンにある、20世紀から21世紀の現代美術・グラフィックアート・建築・デザインを展示する美術館である。近現代美術の展示館としては、ヨーロッパ最大規模を誇る。日本語による表記は統一されておらず、「モダン・ピナコテーク」などと表記する場合もある。
「ピナコテーク」はギリシア語に由来し「絵画館」を意味する。ミュンヘンには、バイエルン王家のコレクションを展示するアルテ・ピナコテーク（旧絵画館、古典巨匠から18世紀までの絵画）、19世紀に当時の「現代美術」を展示するために建てられたノイエ・ピナコテーク（新絵画館、18世紀から19世紀の絵画を展示）がすでに存在していた。ピナコテーク・デア・モデルネはこれらに続く第3のピナコテークとして、2002年に開館した。これら3つのピナコテークは、古代美術博物館、グリュプトテーク（彫刻館）、レンバッハハウス美術館などのある地区とルートヴィヒ・マクシミリアン大学ミュンヘンのほぼ中間に位置しており、全体で一大文化地区を形成している。

## 概要
ピナコテーク・デア・モデルネは、単なる絵画館ではなく、現代美術・グラフィックアート・建築・デザインの4分野の美術館の集合ととらえた方がわかりやすい。当館の開館までは各所に分散したり間借りして展示されていた、バイエルン州立コレクションの上記4部門がここに展示されている。建物はシュテファン・ブラウンフェルスの設計で、中央に巨大な吹き抜けを配し、天井から自然光を取り入れている。地下1階にデザイン部門、1階に建築部門とグラフィックアート部門（紙の上に表現されたアート）、2階に美術部門の展示があり、特別展その他のイベントも盛んに催されている。デザイン部門には自動車、バイク、ビデオデッキなども展示され、20世紀～21世紀のあらゆる造形活動の流れをたどることができる。美術部門ではエルンスト・ルートヴィヒ・キルヒナー、エミール・ノルデなどドイツ表現主義の作品が充実しているほか、パブロ・ピカソ、ジョルジュ・ブラック、アンリ・マティス、パウル・クレー、オスカー・ココシュカ、ワシリー・カンディンスキーなどの作品がある。

## 設置の経緯
ドイツの多くの都市と同様、ミュンヘンも第二次世界大戦で甚大な被害を受け、アルテ・ピナコテークなどの美術館も被災した。大戦後、これらの美術館の収蔵品は、市内の「イギリス庭園」南端にあるハウス・デア・クンストにて展示されていた。アルテ・ピナコテーク、ノイエ・ピナコテークの修復が終わって再開館した後、ハウス・デア・クンストには現代美術が展示され、「州立現代美術館」(Staatsgalerie Moderner Kunst) と称された。ミュンヘンに新たな州立現代美術館を建設することは長年議論されてきたが、バイエルン州政府は予算面から難色を示していた。1994年には新美術館建設資金調達のための財団が設立され、わずか2年間で目標の1千万ユーロの寄付金が集まった。これによって、バイエルン州政府も新美術館建設に資金協力することになり、官民合同で2002年に開館したのが、ピナコテーク・デア・モデルネである。なお、「ハウス・デア・クンスト」は、その後は特別展会場などとして利用されている。